# Alfons M. Dauer
Alfons Michael Dauer (* 16. April 1921 in Bamberg; † 27. Oktober 2010 in Graz) war ein deutscher Musikwissenschaftler und Ethnologe.
Dauer studierte ab 1941 in Erlangen, Köln und Mainz Musikwissenschaft, Anglistik und Ethnologie (Afrikanistik). 1960 wurde er in Mainz promoviert (Ethnogenese der Mangbetu). Er unternahm Forschungsreisen nach Ghana, Simbabwe und dem Senegal. Von 1965 bis 1976 war er Leiter der Sektion Ethnologie am Institut für den wissenschaftlichen Film in Göttingen tätig, wo er über 400 musikethnologische Filme redaktionell betreute. 1976 bis 1991 hatte er an der Hochschule für Musik und Darstellende Kunst Graz die Professur für Afro-Amerikanistik inne.
Dauer ist insbesondere für die Untersuchung der afrikanischen Wurzeln von afroamerikanischer Musik (wie Jazz, Blues) bekannt, dargelegt in seinem Buch Der Jazz – seine Ursprünge und seine Entwicklung, das zuerst 1956 erschien. Er war Mitherausgeber von Knaurs Jazz Lexikon (1957). 1969 war er an der Gründung der Internationalen Gesellschaft für Jazzforschung in Graz beteiligt.

## Werke
- Der Jazz – seine Ursprünge und seine Entwicklung, Erich Röth Verlag, Kassel 1956.
- (mit Stephen Longstreet) Knaurs Jazz Lexikon, Droemer, München 1957 (weitere Auflage 1959)
- Studien zur Ethnogenese bei den Mangbetu, Mainz 1960 (Dissertation)
- Jazz – die magische Musik, Schünemann, Bremen 1961.
- Wie der Blues gesungen wird in Janheinz Jahn (Hrsg.): Blues und Worksongs, Fischer Bücherei, Frankfurt/M. 1964.
- Improvisation – über spontane Gestaltung im Jazz, Jazzforschung, Bd. 1, Wien 1970.
- „Südwest-Europa, Andalusien. Flamenco gitano,“ in Gotthard Wolf (Hrsg.): Encyclopedia Cinematographica, Institut für den Wissenschaftlichen Film, Göttingen 1971.
- Zur Syntagmatik des ethnographischen Dokumentationsfilms, Stiglmayr, Wien-Föhrenau 1980.
- Blues aus 100 Jahren: 43 Beispiele zur Typologie der vokalen Bluesformen. Texte und Noten mit Begleitakkorden, Fischer Taschenbuch, Frankfurt/M. 1983, ISBN 3-596-22952-9
- Artur Simon (Hrsg.): Musik in Afrika, Beiträge von Dauer, Simon, Gerhard Kubik u. a., mit zwei Musicassetten, Veröffentlichungen des Museums für Völkerkunde Berlin, Neue Folge 40, Staatliche Museen Preussischer Kulturbesitz, Berlin 1983.
- Tradition afrikanischer Blasorchester und die Entwicklung des Jazz, Beiträge zur Jazzforschung, Bd. 7, Akademische Druck- und Verlagsanstalt, Graz 1985.
- Ragtime – Entwurf einer Entstehungsgeschichte und einer musikalischen Entwicklungsgeschichte, Jazzforschung Bd. 18, Akademische Druck- und Verlagsanstalt, Graz 1986.